# クリス・クリストファーソン

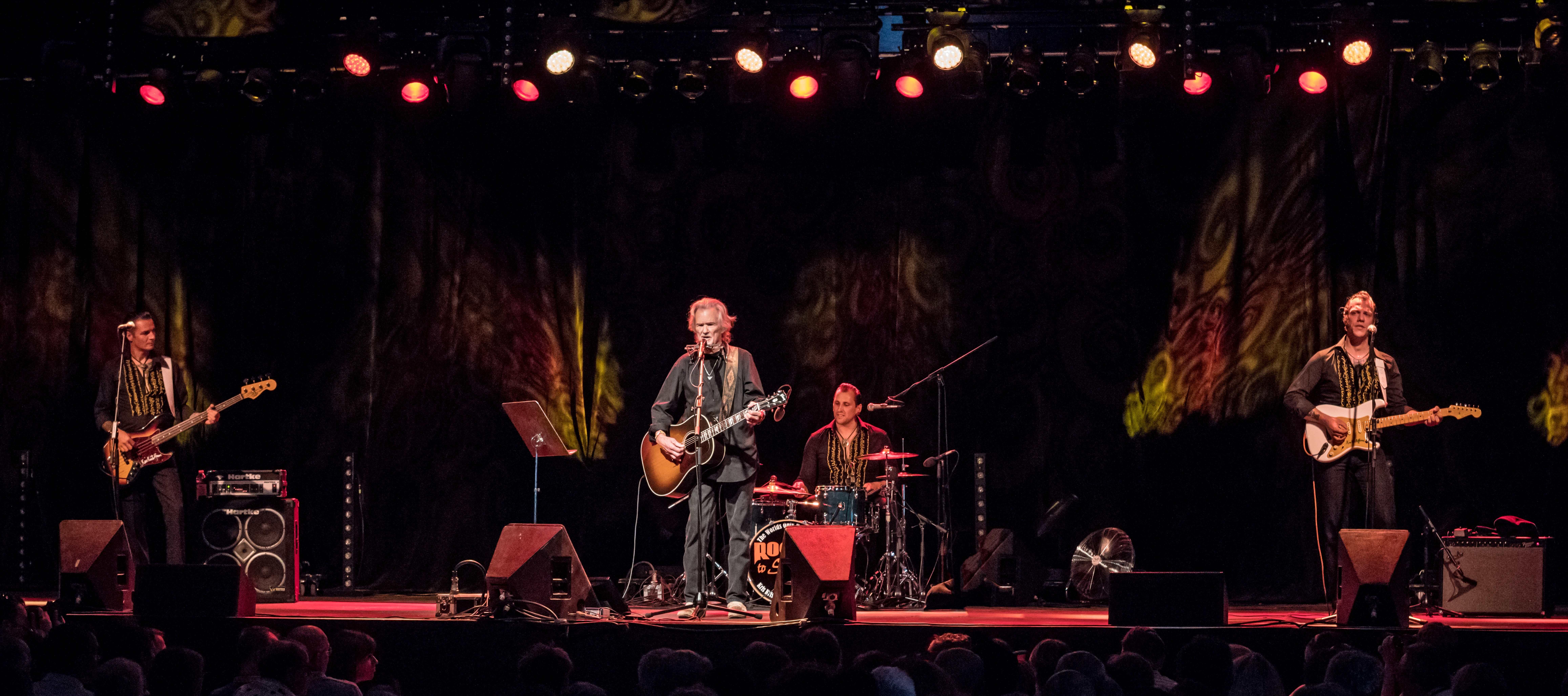
Kris Kristofferson. テント音楽祭2017フライブルク、ドイツ

クリス・クリストファーソン（英語: Kris Kristofferson、1936年6月22日 - 2024年9月28日）は、アメリカ合衆国テキサス州ブラウンズビル出身のカントリー音楽のシンガーソングライター。映画やTVなどでの俳優としての活躍も知られる。
彼の音楽はアウトロー・カントリーのジャンルに分類された。彼は政治的な発言も行い、1970年代以降は反戦・反体制的な発言によって批判されることがあった。

## 生涯
クリストファーソンの父親は、空軍の元将軍だった。父方の祖父母はスウェーデン出身、母方はスコットランド系アイルランドの血を引いていた。
カリフォルニアの名門私立ポモナ大学に入学し、大学時代は作曲の腕を磨いた。卒業後、ローズ奨学生としてオックスフォード大学に留学。卒業後は米国陸軍に入隊してヘリコプターパイロットになり西ドイツに赴任し、ベトナム戦争に従軍を志願するも士官学校のウェストポイント陸軍士官学校の教官に任命されて教鞭を執ることになる。しかし、その頃すでに妻子もあった彼は幼い頃からのカントリー歌手になる夢を捨てきれず、大尉の階級で陸軍を辞めて、ナッシュビルへ向かった。コロムビア・レコードの清掃夫として働きながら音楽活動を始めたものの母親に勘当され妻には離婚されるなど道のりは険しかった。清掃夫時代にジョニー・キャッシュの妻でシンガーのジューン・カーターにデモテープを渡したが聴いてもらえず、当時同じく勤務していたヘリコプター会社のヘリコプターをキャッシュの自宅の庭に着陸させてテープを渡した。
1960年代後半から作曲した曲を他の歌手に提供しはじめ、1970年代にはウィリー・ネルソンやジョニー・キャッシュらと並ぶ有名カントリー歌手になった。作曲能力に加えて、ストーリー性のある歌詞も音楽評論家に評価された。ロジャー・ミラーによって1969年7月にシングル発表され、デビュー・アルバム『クリストファーソン』（1970年）にも収録された「ミー・アンド・ボビー・マギー」は、ジャニス・ジョプリンに取り上げられて遺作アルバム『パール』（1971年）に収録され、全米1位のヒット曲となっている。ジョプリンによる同曲がラジオから流れてきたのを聴いたクリストファーソンは、涙が止まらなかったという。
一方、ニューシネマの到来の波に乗って映画界にも進出。1971年の『ラスト・ムービー』を皮切りに、サム・ペキンパー監督に見出されて数本の作品に出演。なかでも1973年の『ビリー・ザ・キッド/21才の生涯』では、素朴なアウトローを好演した。音楽活動では、同年に「ホワイ・ミー」がポップ・チャートでもヒットしている。1974年には当時の妻リタ・クーリッジとともに来日してコンサートツアーを行ない、福島県郡山市にて開催された大規模な音楽イベント「ワンステップフェスティバル」にも出演した。
1976年の『スター誕生』でゴールデングローブ賞の主演男優賞を受賞した。日本でも興行が好調だった1978年の『コンボイ 』でも主役を務めたが、1980年代以降は作品に恵まれなかった。それでも、2010年代まで俳優活動は継続して行い、TVドラマや大作映画でも存在感を示し、悪役や個性的なキャラクターを数多く演じた。
1980年代半ば、カントリー界の重鎮であるジョニー・キャッシュ、ウェイロン・ジェニングス、ウィリー・ネルソンとともに「ハイウェイマン (The Highwaymen)」を結成し、レコーディングおよびコンサート・ツアーを行なったが、彼らの音楽性は「アウトロウ・カントリー」のジャンルに分類された。 1985年『四人の男達 (Highwaymen)』、1990年『Highwaymen 2』、1995年『The Road Goes on Forever』を発表した。アルバム、シングルともにチャート1位を記録するなど人気を博した。
その後もミュージシャンと俳優の二足の草鞋を履き、晩年は記憶障害に悩まされたものの2020年まで現役を続けた。
私生活では、これまでに3度結婚しており8児の父親である。1960年に高校時代の同級生と結婚して2児をもうけるが1969年に離婚。1973年に再婚した2人目の妻である歌手リタ・クーリッジとの間に1児をもうけるが、彼のアルコール使用障害のため1980年に離婚。1983年に再々婚した3人目の妻との間にもうけた5児のうちジェシーは日本人女優の春名愛海（Ami Haruna）と2010年に婚約した。同じく息子のジョディはギャレット・ディランなどのリングネームで活動した元WWE所属のプロレスラーであった。
2024年9月28日、ハワイ州マウイ島の自宅で死去。88歳没。

## 楽曲提供
- 「心の想い出」(1970):"For the Good Times"　- レイ・プライス
- 「ミー・アンド・ボビー・マギー」(1971):"Me and Bobby McGee"　- ロジャー・ミラー、ジャニス・ジョプリン
- 「ヘルプ・ミー・メイク・イット・スルー・ザ・ナイト」:"Help Me Make It Through the Night"(1971)　- サミィ・スミス
- 「サンデー・モーニング・カミング・ダウン」(1969):"Sunday Mornin' Comin' Down　- レイ・スティーヴンス
- 「サンデー・モーニング・カミング・ダウン」　- ジョニー・キャッシュ

## ディスコグラフィ

### スタジオ・アルバム
- 『クリストファーソン』 - Kristofferson (1970年、Monument) ※旧邦題『クリストファーソンの魂』
- 『クリス・アゲイン〜詩と真実の世界』 - The Silver Tongued Devil and I (1971年、Monument)
- 『クリストファーソンの歌/ボーダー・ロード』 - Border Lord (1972年、Monument)
- 『山羊座のジーザス』 - Jesus Was a Capricorn (1972年、Monument)
- 『フル・ムーン』 - Full Moon (1973年、A&M) ※with リタ・クーリッジ
- 『スプーキー・レイディーズ・サイドショウ』 - Spooky Lady's Sideshow (1974年、Monument)
- 『ブレイクアウェイ (解放)』 - Breakaway (1974年、Monument) ※with リタ・クーリッジ
- 『愛と怒り』 - Who's to Bless and Who's to Blame (1975年、Monument)
- 『シュールリアルなもの』 - Surreal Thing (1976年、Monument)
- 『スター誕生』 - A Star Is Born (1976年、Columbia) ※映画『スター誕生』サウンドトラック with バーブラ・ストライサンド
- 『イースター島』 - Easter Island (1978年、Monument)
- 『ナチュラル・アクト』 - Natural Act (1978年、A&M) ※with リタ・クーリッジ
- 『男たちの唄』 - Shake Hands with the Devil (1979年、Monument)
- To the Bone (1981年、Monument)
- The Winning Hand (1982年、Monument) ※with ドリー・パートン、ウィリー・ネルソン、ブレンダ・リー
- 『ソングライター』 - Music from Songwriter (1984年、Columbia) ※with ウィリー・ネルソン
- 『リポゼスト』 - Repossessed (1986年、Mercury)
- Third World Warrior (1990年、Mercury)
- A Moment of Forever (1995年、Justice)
- The Austin Sessions (1999年、Atlantic)
- This Old Road (2006年、New West)
- Closer to the Bone (2009年、New West)
- Feeling Mortal (2013年、KK)
- The Cedar Creek Sessions (2016年、KK)

### ライブ・アルバム
- Live at the Philharmonic (1992年、Monument)
- Broken Freedom Song: Live from San Francisco (2003年、Oh Boy)
- An Evening with Kris Kristofferson: The Pilgrim: Ch 77 – Union Chapel, London (2014年、Virgin)

### コンピレーション・アルバム
- 『ミー・アンド・ボビー・マギー』 - Me and Bobby McGee (1971年、Monument)
- Songs of Kristofferson (1977年、Monument)
- 『エッセンシャル・クリス・クリストファーソン』 - The Essential Kris Kristofferson (2004年、Monument)
- Please Don't Tell Me How the Story Ends : The Publishing Demos (2010年、Light in the Attic)
- Playlist: The Very Best of Kris Kristofferson (2011年、Columbia)
- The Complete Monument & Columbia Album Collection (2016年、Legacy Recordings)

### ハイウェイマン
- 『四人の男達』 - Highwayman (1985年、Columbia)
- Highwayman 2 (1990年、Columbia)
- The Road Goes on Forever (1995年、Liberty)

## フィルモグラフィ
| 公開年 放映年 | 邦題 原題 | 役名                                     | 備考                     |
| ------------- | --- | ---------------------------------------- | ------------------------ |
| 1971          | ラスト・ムービー The Last Movie                                                                                                |                                          | 出演・音楽               |
| 1972          | Cisco Pike | シスコ・パイク                           |                          |
| 1973          | ビリー・ザ・キッド/21才の生涯 Pat Garrett & Billy the Kid                                                                      | ビリー・ザ・キッド                       |                          |
| 1974          | ガルシアの首 Bring Me the Head of Alfredo Garcia                                                                               | バイカー                                 |                          |
| 1974          | アリスの恋 Alice Doesn't Live Here Anymore                                                                                     | デヴィッド                               |                          |
| 1976          | 午後の曳航 The Sailor Who Fell from Grace with the Sea                                                                         | ジム・キャメロン                         |                          |
| 1976          | 恐怖の暴力自警団 Vigilante Force                                                                                               | アーロン・アーノルド                     |                          |
| 1976          | スター誕生 A Star Is Born | ジョン・ノーマン・ハワード               | ゴールデングローブ賞受賞 |
| 1977          | タッチダウン Semi-Tough | マーヴィン・ティラー（シェイク）         |                          |
| 1978          | コンボイ Convoy | マーティン・ペンウォルド（ラバーダック） |                          |
| 1979          | フリーダム・ロード Freedom Road                                                                                                | アブナー                                 | テレビ映画               |
| 1980          | 天国の門 Heaven's Gate | ジェームズ・エイブリル                   |                          |
| 1981          | 華麗なる陰謀 Rollover | ハッベル・スミス                         |                          |
| 1984          | フラッシュポイント Flashpoint                                                                                                  | ボビー・ローガン                         |                          |
| 1984          | ソング・ライター Songwriter | ブラッキー・バック                       | 出演・音楽               |
| 1985          | トラブル・イン・マインド Trouble in Mind                                                                                       | ホーク                                   |                          |
| 1986          | 荒野のアウトロー The Last Days of Frank and Jesse James                                                                        | ジェシー・ジェームズ                     | テレビ映画               |
| 1986          | 駅馬車 Stagecoach | リンゴ・キッド                           | テレビ映画               |
| 1987          | デッド・オア・アライブ The Tracker                                                                                             | ノーブル・アダムス                       | テレビ映画               |
| 1987          | アメリカ Amerika | デヴィン・ミルフォード                   | テレビ・ミニシリーズ     |
| 1988          | ピーウィ・ハーマンの空飛ぶサーカス Big Top Pee-wee                                                                             | メイス・モンタナ                         |                          |
| 1989          | ミレニアム/1000年紀 Millennium                                                                                                 | ビル・スミス                             |                          |
| 1992          | キッチン・ウォーズ/彼女の恋は5ツ星 Christmas in Connecticut                                                                    | ジェファーソン・ジョーンズ               | テレビ映画               |
| 1993          | ノー・プレイス・トゥ・ハイド No Place to Hide                                                                                  | ジョー                                   |                          |
| 1993          | パニック・イン・ザ・ビルディング Trouble Shooters: Trapped Beneath the Earth                                                   | スタン                                   | テレビ映画               |
| 1993          | サイボーグ・キラー Knights | ガブリエル                               |                          |
| 1996          | ワイト島1970/輝かしきロックの残像 Message to Love: The Isle of Wight Festival                                                  | -                                        | ドキュメンタリー         |
| 1996          | 真実の囁き Lone Star | チャーリー・ウェイド                     |                          |
| 1996          | ブルー・ロデオ/心に届く歌 Blue Rodeo                                                                                           | オーウェン・ウィスター                   | テレビ映画               |
| 1997          | 沈黙の断崖 Fire Down Below | オーリン                                 |                          |
| 1998          | ガールズ・ナイト Girls' Night                                                                                                  | コディ                                   |                          |
| 1998          | ブレイド Blade | ウィスラー                               |                          |
| 1998          | ダンスウィズ・ミー Dance with Me                                                                                               | ジョン・バーネット                       |                          |
| 1998          | シャンヌのパリ、そしてアメリカ A Soldier's Daughter Never Cries                                                                | ビル・ウィリズ                           |                          |
| 1999          | ネット・フォース NetForce | スティーヴ・デイ                         | テレビ映画               |
| 1999          | ペイバック Payback | ブロンソン                               |                          |
| 1999          | 最果ての地 Limbo | ジャック・ヨハンソン                     |                          |
| 2000          | パーフェクト・マーダー Perfect Murder, Perfect Town: JonBenét and the City of Boulder                                          |                                          | テレビ映画               |
| 2001          | PLANET OF THE APES/猿の惑星 Planet of the Apes                                                                                 | カルービ                                 |                          |
| 2001          | チェルシーホテル Chelsea Walls                                                                                                 | バド                                     |                          |
| 2002          | D-TOX D-Tox | ドック                                   |                          |
| 2002          | ブレイド2 Blade II | ウィスラー                               |                          |
| 2003          | イージー・ライダー☆レイジング・ブル Easy Riders, Raging Bulls: How the Sex, Drugs and Rock 'N' Roll Generation Saved Hollywood | -                                        | ドキュメンタリー         |
| 2004          | ブレイド3 Blade: Trinity | ウィスラー                               |                          |
| 2005          | ジャケット The Jacket | トーマス・ベッカー医師                   |                          |
| 2005          | 巨大ストーム襲来!パニック病棟14時間 14 Hours                                                                                   | チャック                                 | テレビ映画               |
| 2005          | 夢駆ける馬ドリーマー Dreamer: Inspired by a True Story                                                                         | ポップ・クレーン                         |                          |
| 2006          | ファーストフード・ネイション Fast Food Nation                                                                                  | ルーディ・マーティン                     |                          |
| 2008          | スナイパー&ヒットマン Jump Out Boys                                                                                            | レイモンド                               |                          |
| 2009          | そんな彼なら捨てちゃえば? He's Just Not That into You                                                                          | ケン・マーフィー                         |                          |
| 2010          | トゥルー・リベンジ The Last Rites of Ransom Pride                                                                              | シェパード・グレイヴス                   |                          |
| 2011          | イルカと少年 Dolphin Tale | リード・ハスケット                       |                          |
| 2012          | ジョイフル♪ノイズ Joyful Noise                                                                                                 | バーニー・スパロウ                       |                          |